# Pièce de 5 cents Buffalo
Le Buffalo nickel est un nickel (pièce de monnaie qui représente 5⁄100 d'un dollar) qui est produit par l'United States Mint de 1913 à 1938. Il succède au type Liberty Head et a été remplacé par le Jefferson nickel. 

## Historique
Il est l'œuvre du sculpteur James Earle Fraser, qui est payé 2 500 dollars de l'époque pour son travail. Celui-ci termine les modèles en juin 1912 et le design est officiellement approuvé en décembre de cette année-là. Les premières pièces composées de cupronickel sont distribuées le 22 février 1913, lors de la cérémonie de début de travaux du National American Indian Memorial (en) à Fort Wadsworth. La plupart d'entre elles ont été offertes aux chefs amérindiens qui y ont participé.
Les dernières Buffalo nickel ont été frappées en avril 1938, à la Monnaie de Denver.
En juin 2001, le modèle a été utilisé pour frapper un dollar en argent commémoratif. La totalité de la frappe (500 000 pièces) a été vendue en l'espace de quelques semaines. Les 5 millions de dollars obtenus ont contribué à l'ouverture du National Museum of the American Indian, à Washington. Depuis 2006, la Monnaie des États-Unis frappe des pièces d'or American Buffalo (en) d'après les dessins de James Earle Fraser.

Buffalo Nickel
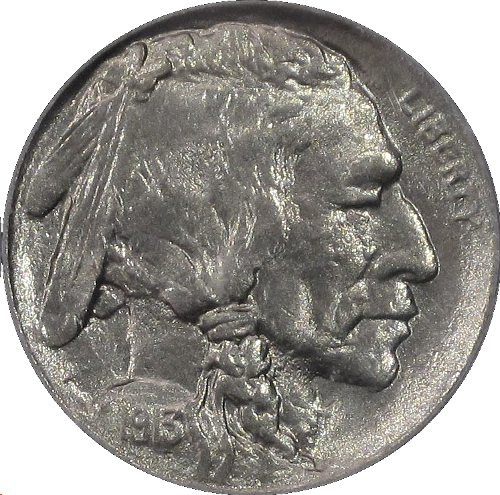
Avers
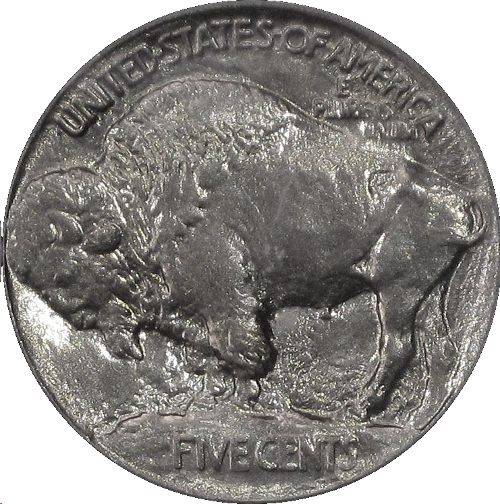
Revers

American Buffalo
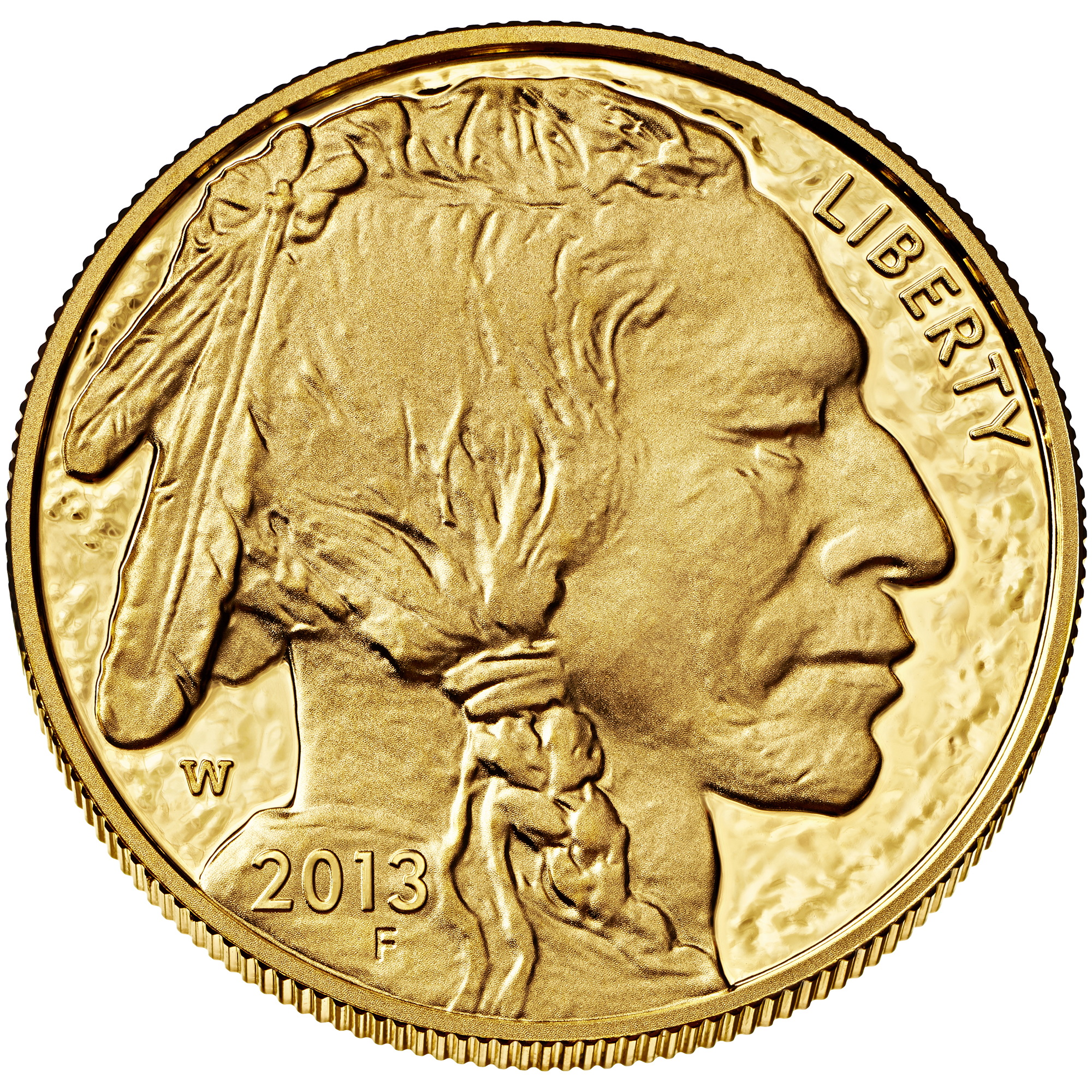
Avers
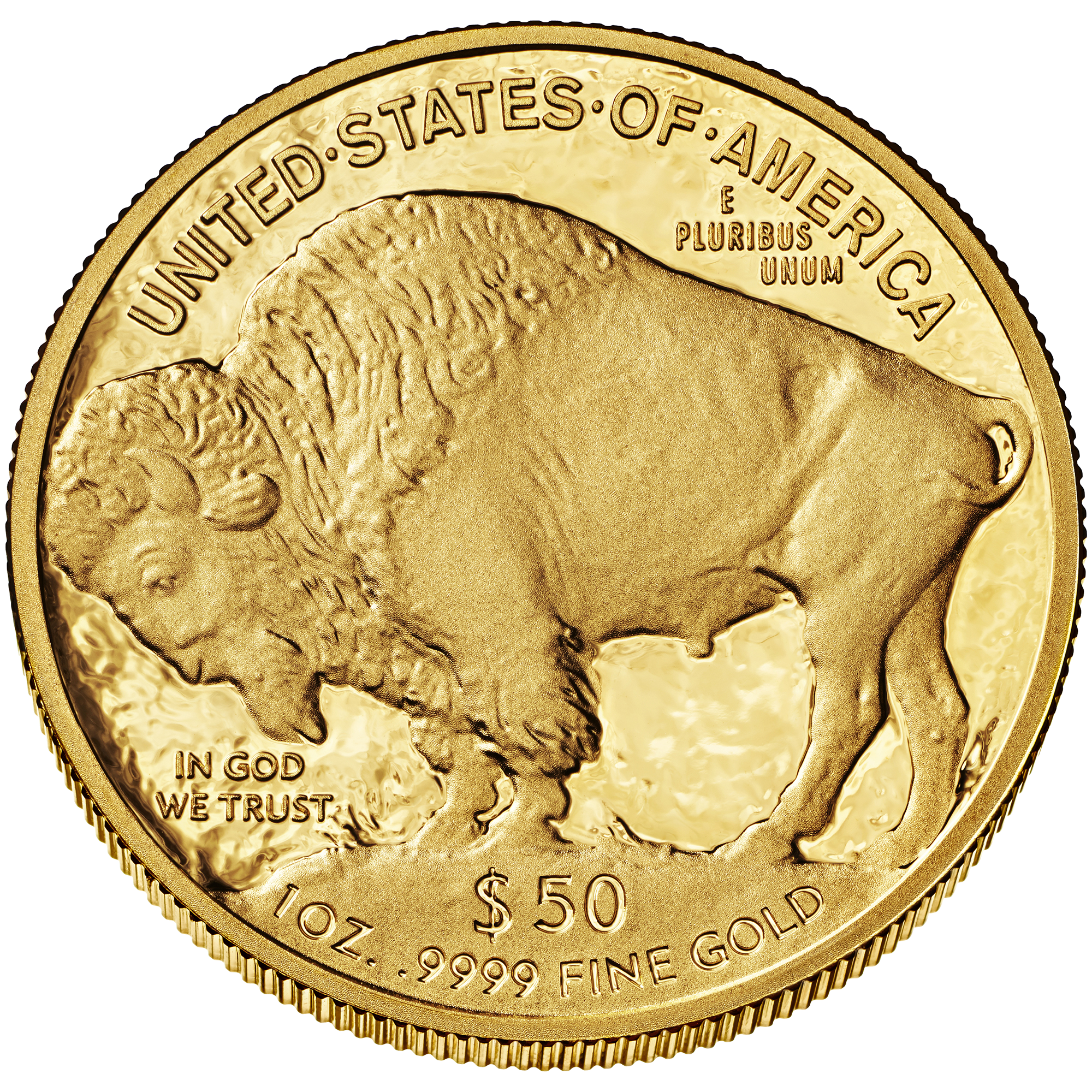
Revers